# Ви Эй Мемориал Стейдиум
«Ви Эй Мемориал Стейдиум» (англ. V.A. Memorial Stadium) ― бейсбольный стадион, расположенный на территории кампуса Госпиталя Управления по делам ветеранов (Veterans Administration Hospital) в городе Чилликоте, штат Огайо, США. Является домашним полем бейсбольного клуба «Чилликоте Пейнтс». Хотя в основном площадка используется для игры в бейсбол, здесь также проводятся соревнования по софтболу и футболу, а также неспортивные мероприятия.
Стадион вмещает более трёх тысяч человек. Главная трибуна находится под настилом и построена из бетона и кирпича. Она включает в себя 12 рядов сидений для зрителей, первые шесть из них ― со спинками. Также здесь имеются две дополнительные открытые трибуны. До 2006 года на поле рос натуральный газон, который затем был заменён на искусственный.

## История
Стадион был построен в 1954 году при финансировании со стороны некоммерческой организации Blue Star Mothers of America, которая занимается поддержкой матерей, чьи дети находятся на военной службе. Первоначально он был устроен с целью того, чтобы пациенты госпиталя могли играть в софтбол.
В 1993 году Лига Фронтира, в которую на тот момент входил клуб «Чилликоте Пейнтс», объявила «Ви Эй Мемориал Стейдиум» одной из своих основных площадок. Руководство «Чилликоте Пейнтс», в сотрудничестве с Департаментом по делам ветеранов, провели реконструкцию стадиона, и первая игра с участием клуба состоялась в июне 1993 года.
В 2006 году представители администрации округа Росс вместе с местной организацией любителей спорта занялись дальнейшим благоустройством стадиона.
На стадионе также были сняты некоторые сцены фильма «Немного внутри» (A Little Inside, 1999).

## Спортивные мероприятия
- Chillicothe Paints Prospect League.
- В 2008―2011 годы: Чемпионат по бейсболу конференции Mid-American[3].
- В 2009―2011 годах: Чемпионат по бейсболу межуниверситетской спортивной конференции Великих Озёр (GLIAC)[4].
- III дивизион районного и регионального чемпионата по бейсболу (OHSAA).
- Чемпионат по бейсболу спортивной конференции Северного берега.
- Регулярные бейсбольные и футбольные матчи (OHSAA).